# Фалькуша

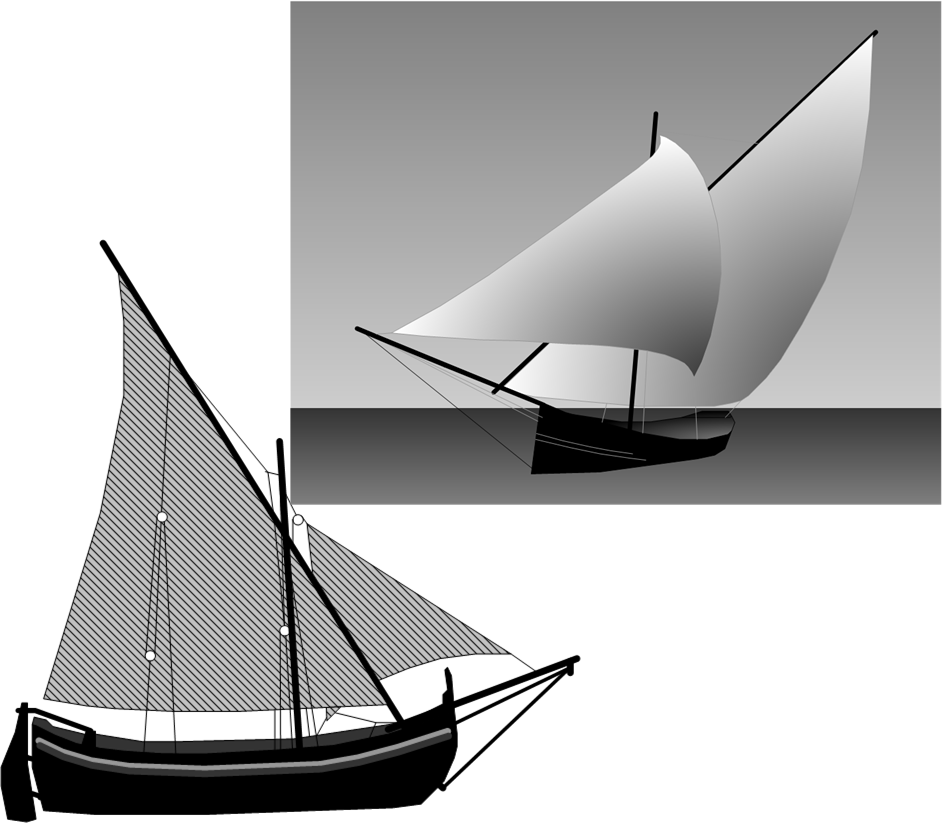
Фалькуша

Фалькуша (хорв. falkuša) — традиционное судно, используемое рыбаками из города Комижа (Хорватия). Отличительной особенностью фалькуши является то, что она рассчитана на очень длительное нахождение в открытом море.

## Описание
Фалькуша — это деревянная лодка, корпус которой сильно сужается с обеих сторон. Её длина обычно составляет семь―восемь метров, а ширина — около трёх метров. Фалькуша имеет сравнительно небольшую осадку.
Парус изготавливается изо льна, его площадь ― примерно 120 м². Высота мачты в большинстве случаев равна длине корабля. Фалькуша способна развить скорость от 8 до 12 узлов. Грузоподъемность фалькуши может достигать 5,5 тонн.
Помимо парусной фалькуши, существует и фалькуша гребная. Такая лодка имеет пять вёсел длиной 7—9 метров.
Корпус традиционной фалькуши изготавливается из кипариса, а киль ― из дуба.

## Галерея

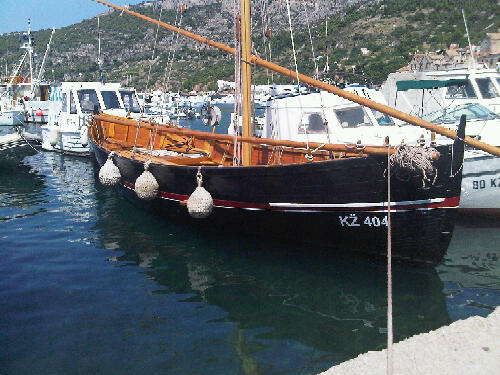
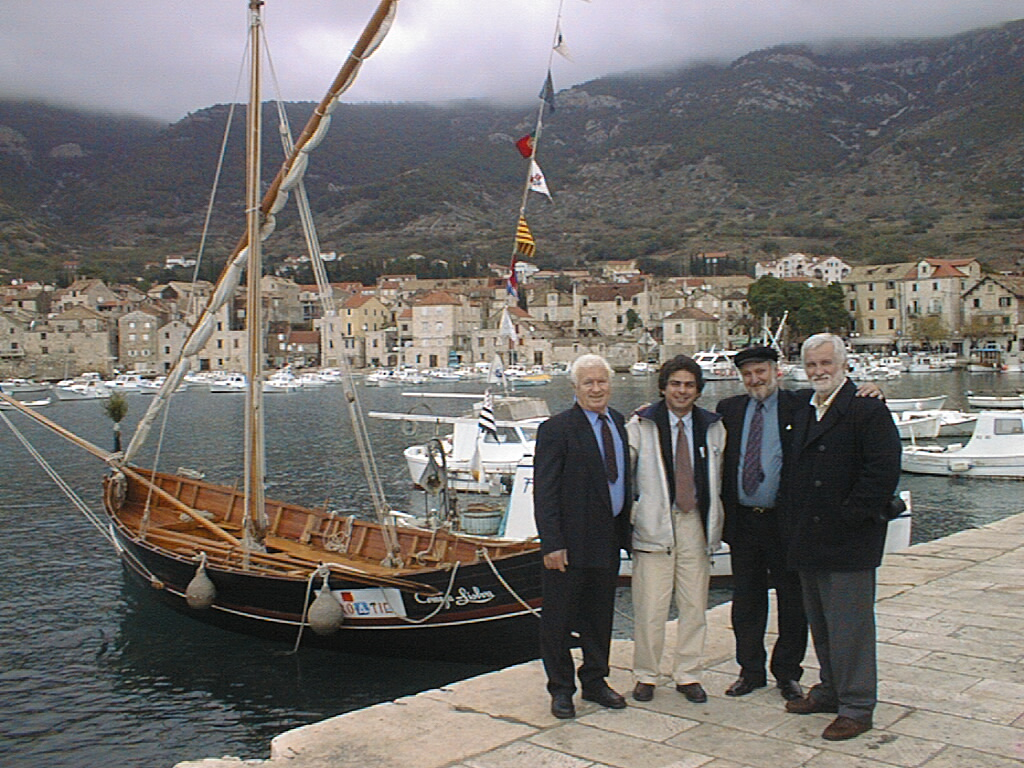
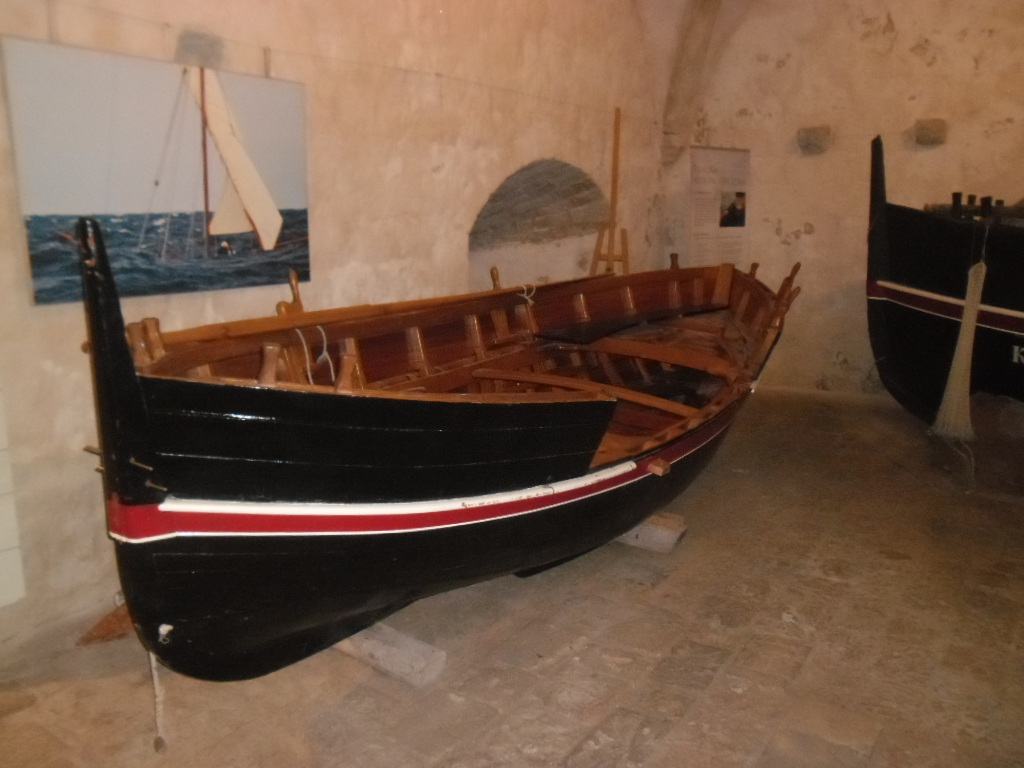